# No pasa nada
No pasa nada è un singolo del gruppo musicale statunitense Ha*Ash, pubblicato il 8 marzo 2018 come secondo singolo dal quinto album in studio 30 de febrero.

## Descrizione
La traccia, è stata scritta da Ashley Grace, Hanna Nicole, e José Luis Ortega.

## Video musicale
Il lyric video, diretto da Diego Álvarez, è stato girato nel 2017. È stato pubblicato su YouTube il 1 dicembre 2017. Il video ha raggiunto 98 milioni di visualizzazioni su Vevo.
Il videoclip, diretto da Pablo Croce. È stato pubblicato su YouTube il 8 marzo 2018. Il video ha raggiunto 49 milioni di visualizzazioni su Vevo.

### En vivo versione
Il video è stato girato sotto forma di esibizione dal vivo dal album En Vivo (2019). Il video è stato girato a Auditorio Nacional, Città del Messico (Messico). È stato pubblicato su YouTube il 6 dicembre 2019.

## Tracce
Download digitale
1. No pasa nada – 3:40 (Ashley Grace, Hanna Nicole, José Luis Ortega)

Spotify singles
1. No pasa nada – 3:14 (Ashley Grace, Hanna Nicole, José Luis Ortega)
2. Adiós Amor – 3:22 (Salvador Lozano Garza)

## Formazione
- Ashley Grace – voce, composizione, chitarra
- Hanna Nicole – voce, produzione, composizione, chitarra
- José Luis Ortega  – composizione
- George Noriega – registrazione, programmazione,  produzione, pianoforte, chitarra
- Diego Contento  –  programmazione
- Dave Clauss  –  programmazione
- Pete Wallace  –  registrazione, programmazione, pianoforte
- Matt Calderín  – batteria

## Premi
| Anno | Cerimonia      | Premio                  | Esito       |
| ---- | -------------- | ----------------------- | ----------- |
| 2018 | Premios Quiero | Miglior video femminile | Candidato/a |
| 2018 | Premios Quiero | Miglior video           | Candidato/a |